# Barbi Benton
Barbi Benton (n. 28 ianuarie 1950, New York City, New York, SUA) este o actriță și cântăreață americană.

## Discografie

### Albume
| Anul | Album                   | US Country | Note    |
| ---- | ----------------------- | ---------- | ------- |
| 1975 | Barbi Doll              | 17         | Playboy |
| 1975 | Barbi Benton            | 18         | Playboy |
| 1976 | Something New           | 39         | Playboy |
| 1978 | Ain't That Just the Way | —          | Playboy |
| 1988 | Kinetic Voyage          | —          | Takoma  |

## Filmografie
- L'Uomo del colpo perfetto, 1968
- Naughty Cheerleader, 1972
- For The Love Of It, 1980
- Hospital Massacre, 1981
- Deathstalker, 1983
- Schulmädchen 1984